# Grigori Raspoetin
Grigori Jefimovitsj Raspoetin (Russisch: Григорий Ефимович Распутин), (Pokrovskoje, 21 januari [O.S. 9 januari] 1869 - Petrograd, 30 december [O.S. 17 december] 1916) was een Russische starets in wording. Beter is het om hem een strannik (een rondreizende pelgrim) te noemen. Hij kwam aan het hof van de tsaar Nicolaas II van Rusland als geestelijk leidsman. Twee jaar later werd hij uitgenodigd als gebedsgenezer voor zijn zoon, de tsarevitsj Aleksej Nikolajevitsj van Rusland, die aan hemofilie leed. Raspoetin boekte daarmee opvallend succes. Hij verwierf de genegenheid van de tsarina Alexandra Fjodorovna, die hem als redder van haar zoon zag. Nadat de tsaar zich in augustus 1915 als opperbevelhebber naar het front had begeven, begon hij zich in te laten met de Russische staatsaangelegenheden. Raspoetin werd na een jaar zowel door rechtse als linkse krachten in de politiek gezien als de oorzaak van de penibele toestand in het keizerlijke Rusland. Eind december 1916 werd hij door monarchisten, gevreesd door zijn invloed op de tsarina en het beleid van de tsaar, gedood door middel van verschillende pistoolschoten.

## Leven

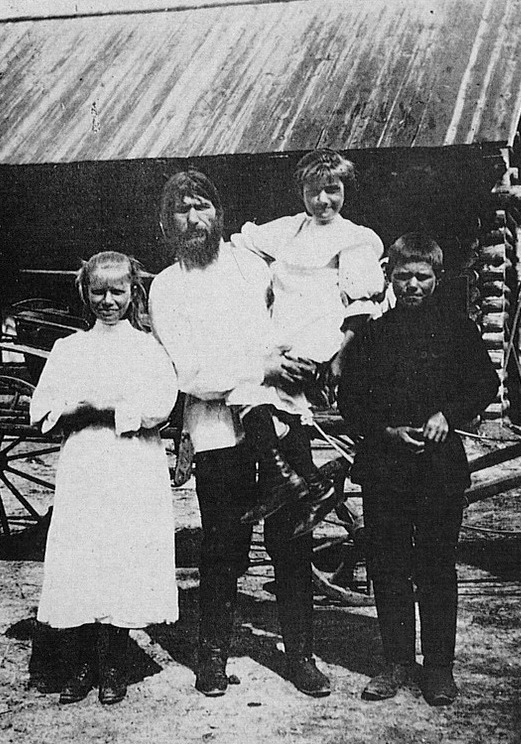
Raspoetin met zijn kinderen

Raspoetin kwam uit een boerenfamilie uit het district Tjoemen in West-Siberië. Hij werd op 10 januari 1869 gedoopt in Pokrovskoje als Grigori Jefimovitsj Raspoetin. (10 januari is de dag van Sint Gregorius, naar wie hij werd genoemd.) Hij was het vijfde kind in een gezin met negen kinderen. Zijn ouders waren Efim Jakovlevitsj Raspoetin en Anna Vasilievna. De achternaam Raspoetin is afgeleid van het Russisch woord rasputa, in de betekenis van 'losbandige'. Andere bronnen beweren dat de naam afgeleid is van rasputitsa, verwijzend naar de jaargetijden waarin de Russische wegen onbegaanbaar zijn, of het woord rasputia, wat staat voor 'een plek waar twee wegen elkaar ontmoeten'. Deze laatste afleidingen zouden echter onjuist zijn en een poging van bewonderaars de naam van Grigori te zuiveren.
Zijn broer Dimitri en een zuster Maria verdronken beiden in een rivier. Bij het redden van zijn broer uit de rivier de Toera liepen Dimitri en Grigori een longontsteking op. Dimitri overleed hieraan. Tijdens zijn ziekbed zou Grigori in een droom Maria hebben gezien. Toen er in het dorp een paardendief actief was, wees hij naar verluidt de dader aan. Hij kreeg hierdoor de reputatie over speciale gaven te beschikken. Toen hij in zijn jeugd tweemaal beschuldigd werd van diefstal en hierbij hardhandig werd aangepakt, merkten dorpsbewoners op dat Grigori vreemd reageerde. In plaats van terug te vechten onderging hij zijn straf gelaten. Anderen zagen hierin het bewijs van een persoonlijkheidsverandering, waarin lijden voor hem een speciale betekenis kreeg. Desondanks zou Grigori losbandig hebben geleefd in het dorp. Zo was hij regelmatig dronken en noemden dorpsgenoten hem Grisjka de dwaas. Hij was gewelddadig, vocht vaak en zou zich veelvuldig hebben beziggehouden met het versieren van jonge meisjes en hierbij een onverzadigbaar libido hebben gehad.
Hij trouwde op 2 februari 1887 op achttienjarige leeftijd met Parskjeva Fjodorovna Dubrovnina. Het echtpaar kreeg vijf kinderen (drie zonen en twee dochters), waarvan er twee al op jonge leeftijd overleden. In 1895 kwam hun zoon Dimitri ter wereld, in 1897 dochter Matrjona (Maria) en in 1900 dochter Varvara. Volgens de volkstelling woonde het echtpaar in 1897 bij de ouders van Grigori. Grigori was ongeschoold en praktisch analfabeet, beschikte over een goed geheugen en psychologisch inzicht, maar verdiende de kost als boer, visser of voerman.
Op achtentwintigjarige leeftijd ontmoette hij tijdens een reis Meleti Zborovski, een student aan het Seminarie. Deze spoorde hem aan zich tot het geloof te wenden. Omdat hij dit niet vond bij de plaatselijke geestelijken, bezocht hij nabijgelegen kloosters in Tjoemen en Tobolsk. Hij zou vanaf die tijd regelmatig terugkerende visioenen krijgen. Omdat hij met zijn nieuwe persoonlijkheid steeds minder aansluiting vond bij de gemeenschap van Pokrovskoje, besloot hij om op pelgrimstocht te gaan.
Uiteindelijk brachten zijn rondzwervingen hem bij het Sint Nicolaasklooster van Verchotoerje, waar de relieken werden bewaard van de heilige Simeon van Verchotoerje. Deze plaats werd beschouwd als bedevaartsplaats waar zieken genezing konden vinden. Buiten het klooster ontmoette hij Makari, een kluizenaar die zijn geestelijk vader en voorbeeld zou worden. Grigori werd geen monnik en verliet na enkele maanden het klooster.
Rond 1900 verliet hij zijn gezin om, door Makary beïnvloed, als strannik (pelgrim) te gaan reizen. Hij stopte met het drinken van alcohol, en at geen vlees en zoetigheden meer. In deze periode maakte hij kennis met de Chlysten, een geheime Russische sekte, wiens gedachtegoed hem sterk heeft beïnvloed. Door een seksueel losbandig leven zou hij zichzelf als gelovige op de proef kunnen stellen om zo dichter tot God te kunnen komen. Het afgelegen en geïsoleerde karakter van de regio beperkte de invloed van de officiële Russisch Orthodoxe Kerk. Bijgeloof en het contact met de ongerepte natuur namen een belangrijke plaats in binnen de plaatselijke cultuur. Dit was mogelijk van invloed op de ontwikkeling van de spiritualiteit bij Grigori. In 1893 reisde Grigori naar de berg Athos in Griekenland. Hij reisde maanden als religieuze pelgrim en gebedsgenezer zonder zich te wassen of zich om te kleden en hield zich in leven door giften.
In 1902 verbleef hij in de stad Kazan bij de rivier de Wolga. Daar stichtte hij met een aantal volgelingen een commune. Ondanks zijn onhygiënische levenswijze maakte hij met zijn charisma en kennis van de Bijbel een grote indruk op zijn omgeving, waar hij steeds meer werd beschouwd als een 'heilige man'. Met een aanbeveling op zak trok Raspoetin naar Sint-Petersburg. Daar ontmoette hij Johannes van Kronstadt, Theofan en Hermogen, de bisschop van Saratov.

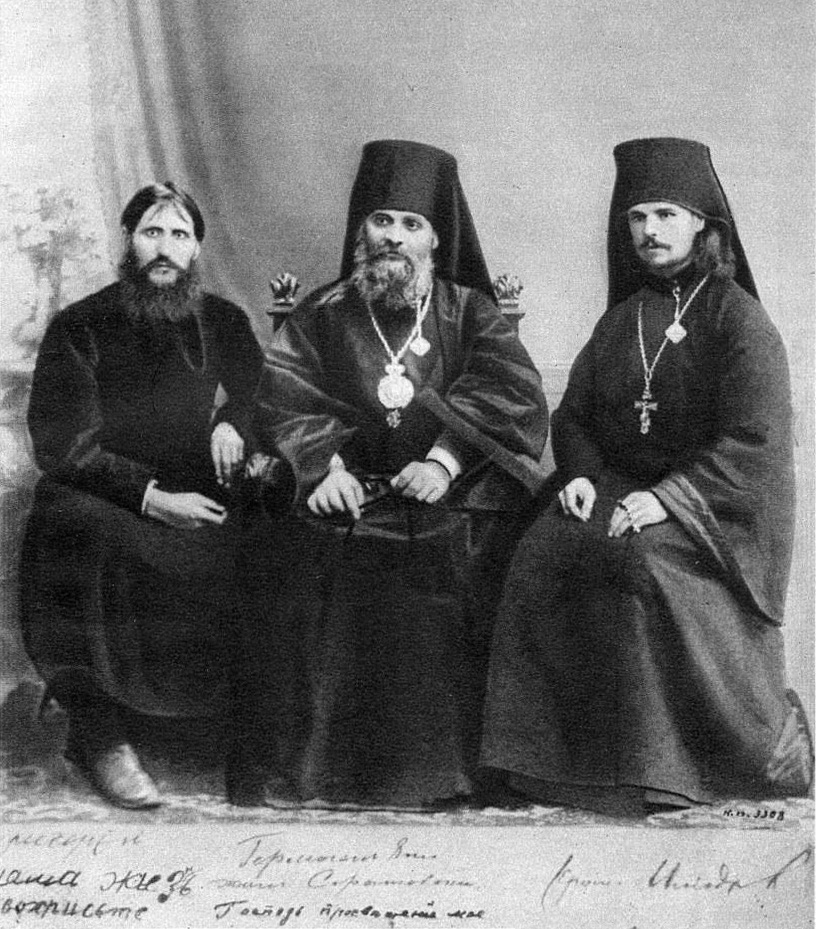
Raspoetin met bisschop Hermogen en Iliodor

Onder invloed van bewegingen als de Theosophical Society en het Golden Dawn-genootschap was er begin twintigste eeuw een grote belangstelling voor spirituele renaissance, occultisme en mystiek. Deze belangstelling werd gedeeld door de Russische aristocratie.
Zijn aanhang onder de aristocratie, en dan met name het vrouwelijke deel, groeide snel. Raspoetin had dan ook een grote schare bewonderaars. Verschillende vrouwen onderhielden hem zodat hij in welstand kon leven. Een van deze dames was Olga Lochtina, een aristocrate die ziek was, genezen werd en vervolgens besloot Raspoetin te dienen. Zij nodigde hem uit bij hen te wonen gedurende zijn verblijf in Sint-Petersburg.
Hij maakte pas begin november 1905 contact met de tsaar en zijn vrouw tijdens een bezoek aan Militza van Montenegro.Op 2 augustus 1905 was Meester Philippe, de vorige spirituele raadgever van de tsaar, overleden. Hij maakte hier handig gebruik van om diens plaats in te nemen. In 1907 werd Raspoetin in het paleis uitgenodigd omdat tsarevitsj Aleksei Nikolajevitsj, de zoon van de tsaar, ten gevolge van hemofilie een bloeduitstorting had. Dat de jongen aan hemofilie leed was aan vrijwel niemand bekend. Raspoetin genas de jongen met zijn helende krachten, waar de artsen machteloos stonden en bij de vele hevige en zeer pijnlijke interne bloedingen van de tsarewitsj slechts pijnstillers konden toedienen. Zo wist hij het vertrouwen te winnen van Aleksandra Fjodorovna, de tsarina, doordat iedere keer als Raspoetin bij de tsarevitsj werd geroepen de jongen zich vrij snel een stuk beter voelde. Met dat vertrouwen nam ook zijn invloed aan het hof sterk toe. Raspoetin vroeg toestemming om zijn naam te wijzigen, want er woonden twintig andere mensen in het dorp die Raspoetin heetten; tsaar Nicolaas II stemde toe.
Een van Raspoetins interventies in het paleis werd door Anna Wyrubova als volgt beschreven: "Ik kan nooit vergeten hoe de angstige, arme moeder de komst van haar zieke, misschien stervende zoon wachtte. Ook kan ik het wasachtige, dodelijke, bleke gezichtje van het kind niet vergeten toen het met oneindige zorg naar het paleis werd gedragen en op zijn kleine witte bed werd geplaatst ... Het leek ons allemaal die rond het bed waren verzameld dat het laatste uur had geslagen voor het ongelukkige kind. De artsen probeerden het bloeden te stoppen, maar hadden ook geen succes. Opnieuw werd Raspoetin gebracht. Hij kwam naar het paleis, maakte een groot kruisteken, bad en verklaarde na korte tijd dat er geen reden tot bezorgdheid was en vertrok. Kort daarna viel de tsarenzoon in slaap." De volgende ochtend had hij geen problemen meer. Anna Wyrubova schreef over deze genezing dat de behandelend artsen Derewenko en Fedoroff dit zagen als een feit dat ze niet konden verklaren. Raspoetin nam ook nooit geld aan voor zijn vele interventies ten behoeve van de tsarevitsj, behalve af en toe wat reisgeld.
Zijn alsmaar toenemende populariteit en unieke status aan het hof werden een bron van jaloezie. Hij werd beschuldigd van verkrachting (onder andere van een non) en een bezoek aan de slaapkamer van de kinderen van de tsaar. De monnik Iliodor en bisschop Hermogen eisten van Raspoetin dat hij berouw toonde voor zijn immorele handelingen, anders zouden ze met een lijst van Raspoetins misdaden naar de tsaar gaan. Raspoetin weigerde en zorgde ervoor dat Iliodor en Hermogen in 1911 gevangengezet werden in een klooster. Uit wraak liet Iliodor de briefwisseling tussen de tsarina en Raspoetin uitlekken aan de pers. In de gepubliceerde brieven verklaarde de tsarina haar afhankelijkheid van Raspoetin en er werd een nieuw onderzoek opgezet naar zijn achtergrond en ideeën. Om escalatie van het conflict te vermijden, ging hij op pelgrimstocht naar het Heilige land.

## Eerste moordpoging
In de lente van 1914 reisde Raspoetin met zijn vader, die hem was komen bezoeken van Sint-Petersburg naar Pokrovskoje om te helpen bij de oogst. Na het middageten op zondagmiddag 12 juli 1914 verliet Raspoetin het huis om op een telegram te reageren. Op dat moment stormde Chionia Goeseva op hem af en stak een dolk in zijn buik zodat zijn ingewanden uit de wond puilden. Raspoetin viel neer, heftig bloedend, en werd in het huis binnengedragen. Na tien uur kwam uit de dichtstbijzijnde stad Tjoemen een dokter, Aleksandr Vladimirov, die hem samen met de meegekomen hulparts Praskovja Koeznetsova in het holst van de nacht opereerde. Enkele dagen later werd Raspoetin per boot naar het ziekenhuis in Tjoemen vervoerd voor verdere behandeling. De tsaar stuurde zijn eigen lijfarts. Raspoetin werd na zeven weken uit het hospitaal ontslagen.
Chionia Goeseva was een fanatiek religieuze vrouw, die een aanhangster geweest was van de voormalige priester-monnik Iliodor, die net als zij uit Tsaritsyn (Wolgograd) kwam. Zij verklaarde, dat zij de moordaanslag had beraamd, omdat Raspoetin onschuldige meisjes verleidde. Goeseva werd opgesloten in een gekkenhuis te Tomsk.
Goeseva handelde echter niet uit eigen beweging. Hoewel zij dit ontkende stond achter haar de priester-monnik Iliodor, een vroegere vriend van Raspoetin, die tot zijn aartsvijand was geworden. Iliodor vluchtte als vrouw verkleed met de hulp van Maxim Gorki via de Botnische Golf naar de stad Oslo in Noorwegen die toen nog de naam Kristiania droeg.
Mogelijkerwijs waren ook nog anderen bij de aanslag betrokken, zoals het hoofd van politie Vladimir Dzjoenkovski, alsmede grootvorst Nikolaj Nikolajevitsj, een achteroom van de tsaar, die in augustus 1914 opperbevelhebber van het Russische leger werd. Deze mensen hadden alle reden om ervoor te zorgen dat Raspoetin in juli 1914 niet in de buurt van de tsaar in Sint Petersburg was, zodat hij Nikolaas II niet van deelname aan de oorlog af zou houden. Dat Raspoetin faliekant tegen de oorlog was, was immers geen geheim.
Een aantal vijanden van Raspoetin waren nu weg: Iliodor was gevlucht, Pjotr Stolypin was dood, graaf Vladimir Kokovtsov was uit de gratie, Theofan was overgeplaatst en Hermogen verbannen. Maar daarvoor kwamen nieuwe vijanden in de plaats, zoals grootvorst Nikolaj Nikolajevitsj; het ultra-rechtse doemalid Vladimir Poerisjkevitsj; grootvorstin Elisabeth Fjodorovna, de zus van de tsarina; Elisabeths vriendin Zinaïda Joesoepova, de moeder van Felix Joesoepov; en nog vele anderen. Ook ging Iliodor vanuit Noorwegen door met het bestrijden van Raspoetin, onder andere door een uiterst infaam boek over hem te schrijven. Sommigen waren bang door Raspoetin in hun eigen belang te worden geschaad, anderen voor de positie van de monarchie.
Raspoetin kreeg bewaking in en aan zijn huis. Iedereen en alles werd genoteerd. Uit deze verslagen wordt duidelijk dat hij publieke badhuizen bezocht en prostituees meenam naar een hotel, maar niet ieder detail bleek waar. De politie en de verantwoordelijke ministers waren erop uit Raspoetin in een kwaad daglicht te stellen.
Door zijn grote macht aan het hof en op de Russische politiek en vooral door het feit dat hij zich voor en tijdens de Eerste Wereldoorlog als pacifist opstelde, werd hij door de Russische adel  steeds meer gewantrouwd. Volgens sommigen zou hij een Duits agent zijn, een verhouding hebben met de (van oorsprong Duitse) tsarina en over een duivelse macht beschikken.

## De moord
Raspoetin werd in de nacht van 29 op 30 december 1916 door prins Felix Joesoepov, het ultra-rechtse doemalid Vladimir Poerisjkevitsj en grootvorst Dimitri Pavlovitsj van Rusland (Romanov), een volle neef van de tsaar, in het paleis van de familie Joesoepov aan de rivier de Mojka te Petrograd vermoord.

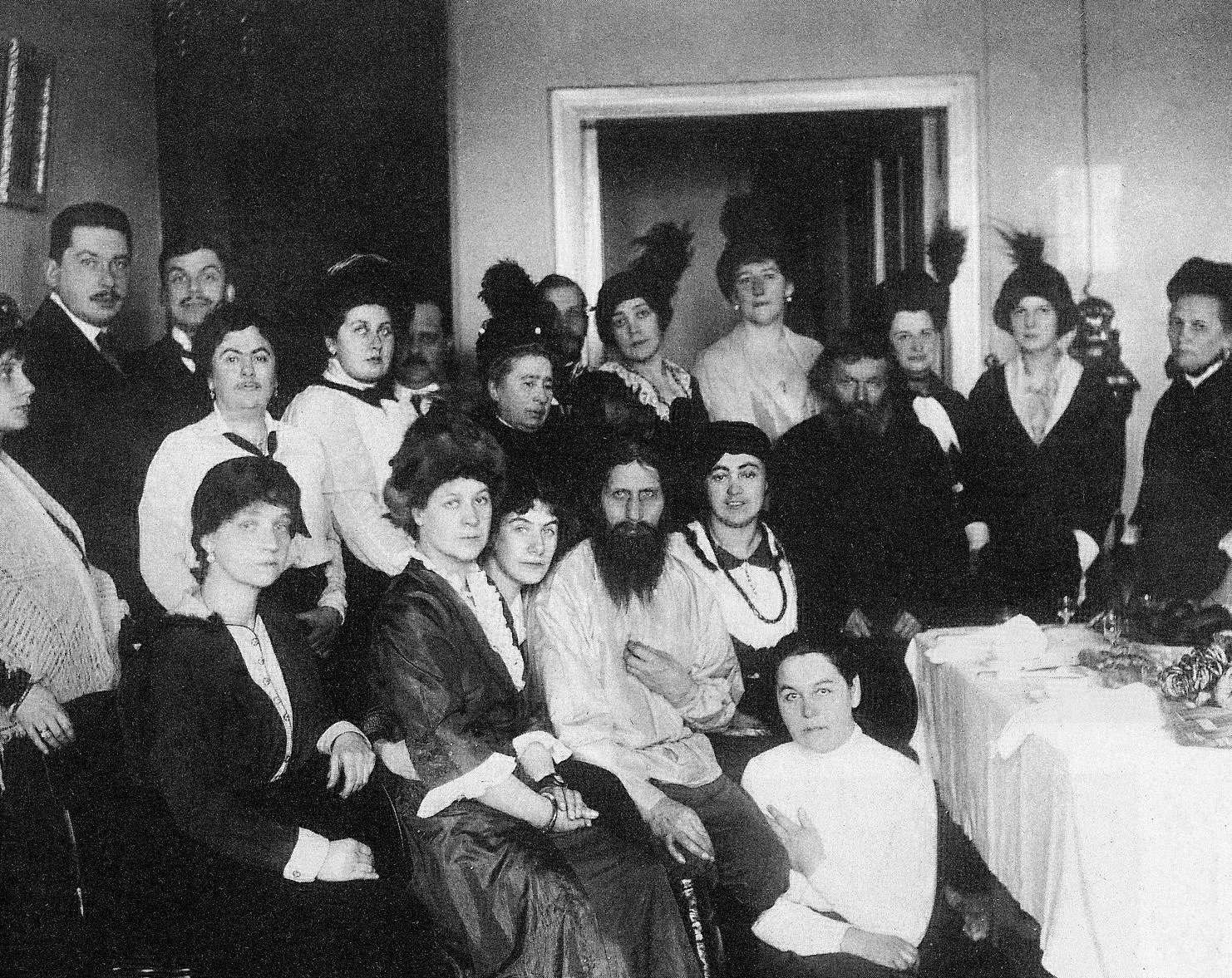
Raspoetin en zijn bewonderaars en met zijn vader, foto Karl Boella, 1914

Deze moord is onderwerp van speculatie. Het gangbaarste verhaal is dat Raspoetin door Joesoepov bij hem thuis werd uitgenodigd voor een housewarmingparty. Felix Joesoepov had de achterdochtige Raspoetin weten over te halen door hem een ontmoeting met zijn vrouw te beloven, hoewel Irina zich op de Krim bevond. Er zijn ook auteurs die menen dat Raspoetin biseksueel was, om zijn recente contacten met Joesoepov te verklaren. De voorbereidingen waren uitvoerig geweest: Raspoetin werd in een omgebouwd keldervertrek ontvangen en er werd boven de indruk van een feest gewekt door muziek te spelen op een grammofoon. Naar verluidt had de arts Lazavert een overdosis kaliumcyanide (KCN), genoeg om een stier te doden, in het voor Raspoetin bestemde gebak gedaan. Doordat de cyanide geneutraliseerd werd door bepaalde stoffen in het gebak, werd Raspoetin niet vergiftigd. Ook in een aantal wijnglazen zat gif. Toen Joesoepov zag dat Raspoetin dronken was, liep hij naar boven om de anderen op de hoogte te stellen. Hij kwam terug met een pistool. Hij schoot terwijl hij naast Raspoetin zat; de kogel ging door Raspoetins maag en lever. Raspoetin viel neer maar wist even later naar buiten te ontsnappen via een deur aan de zijkant van het appartement. Vervolgens kwam Poerisjkevitsj naar beneden en vuurde een aantal kogels op hem af. Raspoetin viel neer in de sneeuw buiten de deur. Daarna zouden Joesoepov en Poerisjkevitsj Raspoetin hebben geschopt en geslagen met een met ijzer beslagen knuppel. Eenmaal terug binnen schoot een van de samenzweerders hem in het voorhoofd. Door het lawaai van de schoten werd een dienstdoende agent gealarmeerd, die navraag ging doen in het paleis.
Twintig minuten later werd hij opnieuw binnengenood, en Poerisjkevitsj pochte dat hij Raspoetin had vermoord. Hoewel hij gemaand werd tot geheimhouding omwille van de tsaar, meldde de agent die ochtend de moord aan zijn superieuren. Het lichaam van Raspoetin werd intussen in de auto van grootvorst Dimitri gelegd, naar de kleine Neva gereden en in een wak gegooid. Na drie dagen werd het lichaam gevonden, honderd meter van de brug, vastgevroren in het ijs. Uit autopsie bleek dat Raspoetin al dood was voordat het lichaam in het water werd gegooid. Sommige bronnen speculeren dat Raspoetin al na het eerste schot vermoord was, maar dat de moordenaars voor alle zekerheid zijn blijven schieten.

## De moord kritisch bekeken

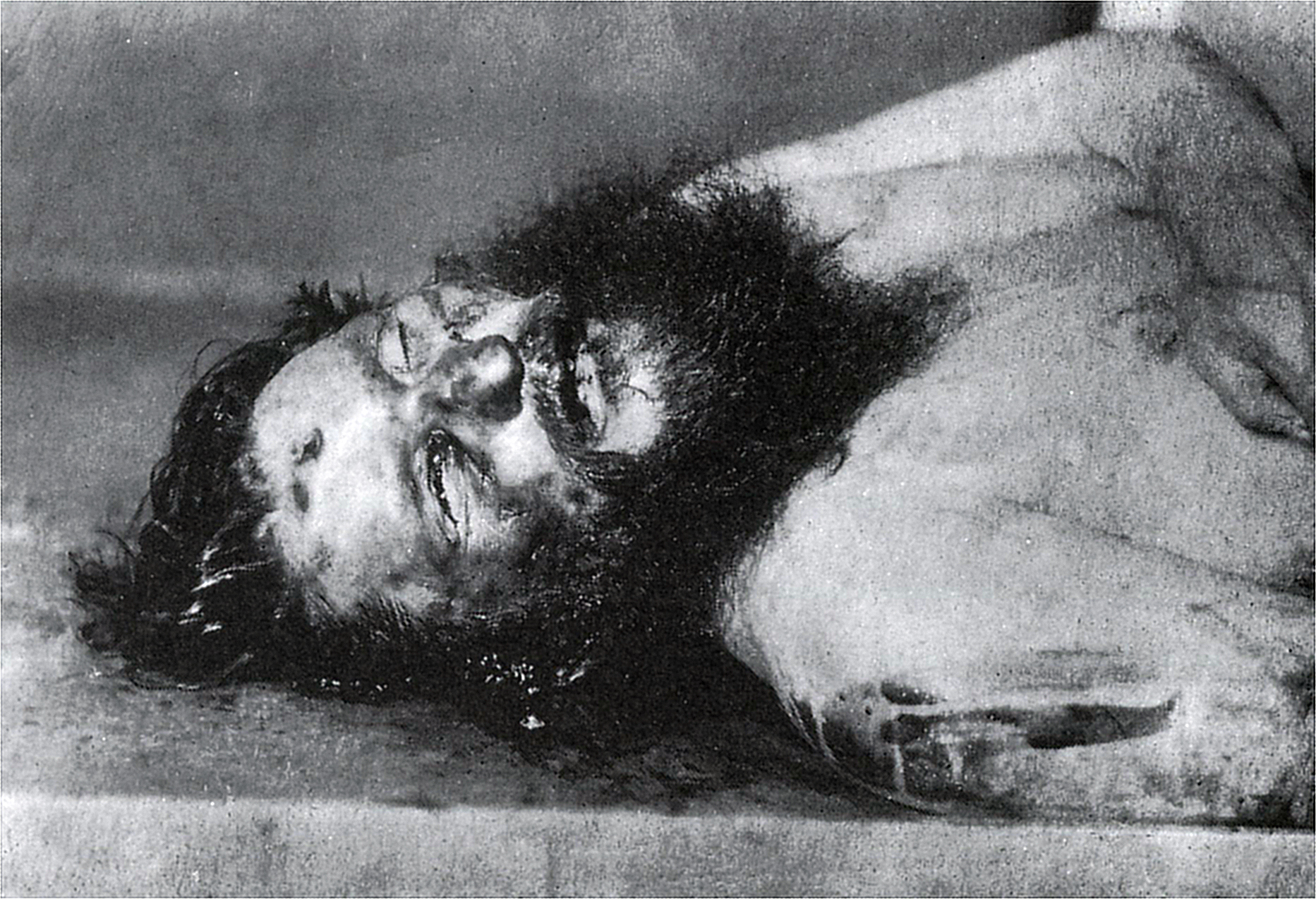
Het lijk van Raspoetin

De autopsie van 1916 door professor Dimitri Kossorotov en studies door dr. Vladimir Zjarov in 1993 en professor Derrick Pounder in 2004/05 toonden geen actief vergif aan in de maag van Raspoetin. Pounder kwam tot de conclusie dat het derde, dodelijke schot van een Webley .455-pistool met loden kogeltop, mogelijk afgevuurd zou kunnen zijn door luitenant Oswald Rayner, die in dienst was van de Britse Secret Intelligence Service (SIS). De Britse ambassadeur, sir George Buchanan, zou vooraf van de moordaanslag geweten hebben. Felix Joesoepov en grootvorst Dimitri Romanov kregen huisarrest, nadat was gebleken dat het bloed niet van een hond, maar van menselijke oorsprong was. Felix en Dimitri werden uit Sint-Petersburg verbannen, maar kregen gratie na de Februarirevolutie.
Twee maanden nadat Raspoetin was begraven in Tsarskoje Selo is zijn lichaam opgegraven en in een pianokist naar de hoofdstad vervoerd. De nacht daarop is de kist in een vrachtauto buiten de stad gebracht. Het waarschijnlijkst is dat het stoffelijk overschot is verbrand in de ketels van de Keizerlijke Polytechnische Universiteit onder toeziend oog van een aantal militairen en studenten, zodat er niets overbleef dat aan hem herinnerde.

## Trivia
- Ondanks zijn bijnamen als "De bezeten monnik" en "De gekke monnik" is Raspoetin officieel nooit monnik geweest binnen de Russisch Orthodoxe Kerk.
- Felix is in 1919 met zijn vrouw naar Frankrijk gevlucht, evenals Dimitri die met Coco Chanel een winstgevende samenwerking begon.
- De Duitse popgroep Boney M. scoorde een gelijknamige hit over Raspoetin. Saillant detail is dat leadzanger Bobby Farrell ook overleed op 30 december in Sint-Petersburg, maar dan in 2010.
- Raspoetin was de antagonist in de animatiefilm Anastasia uit 1997.
- De uitzonderlijk grote penis van Raspoetin zou zijn bewaard en op sterk water staan in een museum te Sint-Petersburg.[15][16][17]

## Raspoetin in films
- Rasputin, the Black Monk (1917); biografisch drama met Montagu Love
- Rasputin and the Empress (1932)
- Raspoutine (1954); historisch drama met Pierre Brasseur
- Rasputin: The Mad Monk (1966); Britse horrorfilm met Christopher Lee
- J'ai Tué Raspoutine (1967); historisch drama met Gert Fröbe
- Nicholas and Alexandra (1971); Brits historisch drama met Michael Jayston, Janet Suzman en Tom Baker als Raspoetin
- Agoniya (1981); historisch drama uit de Sovjet-Unie, met Aleksey Petrenko
- Rasputin (1996); historisch drama met Alan Rickman
- Anastasia (1997); animatiefilm
- Raspoutine (2011); historisch drama met Gérard Depardieu
- Raspoutine (2016); Duitse documentaire
- The Last Czars (2019); Amerikaanse docudrama
- The King's Man (2021); actiefilm met o.a. Rhys Ifans als Raspoetin

- Bibsys: 90561482
- Biblioteca Nacional de Chile: 000067870
- Biblioteca Nacional de España: XX1030186
- Bibliothèque nationale de France: cb11952127p (data)
- Gemeinsame Normdatei: 118598376
- International Standard Name Identifier: 0000 0001 2103 6385
- Library of Congress Control Number: n80032178
- Nationale Bibliotheek van Letland: 000094923
- National Central Library: 000151593
- Bibliotheek van het Japanse parlement: 00621348
- Nationale Bibliotheek van Tsjechië: jn20000720242
- Nationale bibliotheek van Australië: 49287867
- Nationale Bibliotheek van Israël: 987007297795905171
- Nationale Bibliotheek van Polen: a0000001185655
- Nationale en Universitaire bibliotheek Zagreb: 000517483
- Nederlandse Thesaurus van Auteursnamen: 070920885
- Réseau des bibliothèques de Suisse occidentale: 02-A010023318
- Russische Staatsbibliotheek: 000000214
- LIBRIS: 205620
- SNAC: w6p280pq
- Système universitaire de documentation: 02749392X
- Trove: 1492653
- Virtual International Authority File: 106970773
- WorldCat: E39PBJtxbmdK6Cy6mGmJ3WrQbd